# Maria-Rosa Wennberg
Maria-Rosa Wennberg Ball-llovera (Sabadell, 3 de junio de 1918 - Torredembarra, 13 de mayo de 2018) fue una filóloga, escritora y especialista en teatro española, fundadora del Centro de estudios "Sinibald de Mas", de la coordinadora teatral "El Nus Escènic" y de la revista cultural "La Sínia", en Torredembarra. 
Fue hija de Rosa Ball-llovera Valls, y estuvo casada con Manuel Crehuet, con quien tuvo cinco hijas.

## Teatro
Fue fundadora y secretaria de "El Nus Escènic", a partir de la lectura Programa de Festa Major de Ramon Folch y Camarasa, donde intervinieron todos los actores del elenco. Ha dirigido algunas obras de teatro y numerosas lecturas dramatizadas con el Grupo de Aficionados al arte y otros grupos, como el Canticontes. Es destacable su participación en lectura dramatizada del Grupo al Ateneo Barcelonés , de la obra Anar tirant (Ir tirando).
El proyecto de Canticontes nació en 2010 y se trata de un grupo de personas de diferente edad que adaptan cuentos y los explican a la residencia de abuelos Fundación Pere Badia de Torredembarra. La obra Una caputxeta torrenca, ambientada en el pueblo, tuvo mucho éxito, y en 2013 estrenaron “El dragón de la costa”, escrita por Iris Figuerola.

## Poesía
La poesía y el teatro van mucho la mano en su caso, dado que ha participado en muchas lecturas poéticas. Asistió al nacimiento del grupo de escritura y lectura poética Rates de biblioteca, en 1999,  la biblioteca municipal de Torredembarra, del cual actualmente es la directora artística, en colaboración con su hija Elisa Crehuet (también escritora y vinculada al mundo del teatro). Desde el año 2000, cada Sant Jordi publican una compilación de poesía inédita. Desde 2008 Wennberg participa como poeta, pero ya el 2001 colaboraba como correctora del libro. La edición es a cargo de la Biblioteca Mestra Maria Antònia, en una serie de 14 volúmenes hasta el 2013 y después en formato electrónico. Con este grupo, ha leído en público y ha dirigido la puesta en escena, de numerosas lecturas de textos inéditos, como el ciclo sobre el vino titulado Sueños de uva, enmarcado en lo proyecto Bibliotecas con DO.
Ha escrito en varios estilos, algunos de tradición estròfica como el soneto, la sextina, el haikú y otros más librescomo la poesía visual. Descubrió Kurt Schwitters en un taller impartido por la poeta Dolors Miquel Abellà con quién desplegó su faceta de busca y renovación experimental, siempre acompañada de ironía.

## Activismo cultural
Como comunicadora, ya hizo una ponencia para las Jornadas notariales de Poblet el 1962, titulada “La esposa del notario ante el deber de residencia”. Fue presidenta de la primera junta del Centro de Estudios Sinibald de Mas (que funciona ininterrumpidamente desde 1983).

## Artículos en la prensa escrita
En sus artículos observa la realidad y la comenta desde su particular punto de vista, pleno de sentido común, ironía y dominio de la lengua. El 1993 fue una de las fundadoras de la revista cultural "La Sínia", que supera en 2014 las dos décadas de historia de publicaciones en tres épocas, en las que siempre ha colaborado escribiendo, con un grupo de activistas políticos y culturales locales (Josep Gual Gallofré, entre otros).
Ha publicado en los diarios locales "El Mònic" y "Diari de la Torre" (en este último cada mes, actualmente).

## Radio
Con su marido fueron el los protagonistas del programa “La voz de Torredembarra” de Tarragona Radio durante ocho años. Era en plena época franquista y la posibilidad de escribir con pseudónimo era muy tentadora. Pero después se encontraron el matrimonio sólo saliendo adelante los guiones del espacio radiofónico, hasta que abandonaron el proyecto.